# Podleštinský rybník
Podleštinský rybník o rozloze vodní plochy 0,5 ha se nalézá asi 300 m východně od osady Leština, části Markvartic v okrese Jičín. Rybník je vybudován na říčce Mrlina a spolu s rybníkem Jiřinka tvoří dvoučlennou rybniční soustavu. Rybník má zhruba obdélníkový tvar.
Po hrázi rybníka Jiřinka těsně nad Podleštinským rybníkem vede polní cesta spojující osady Leština a Netolice.
Rybník byl vybudován před rokem 1852, poněvadž je zachycen na již mapách II. vojenského mapování. V roce 2019 je využíván pro chov ryb.

## Galerie

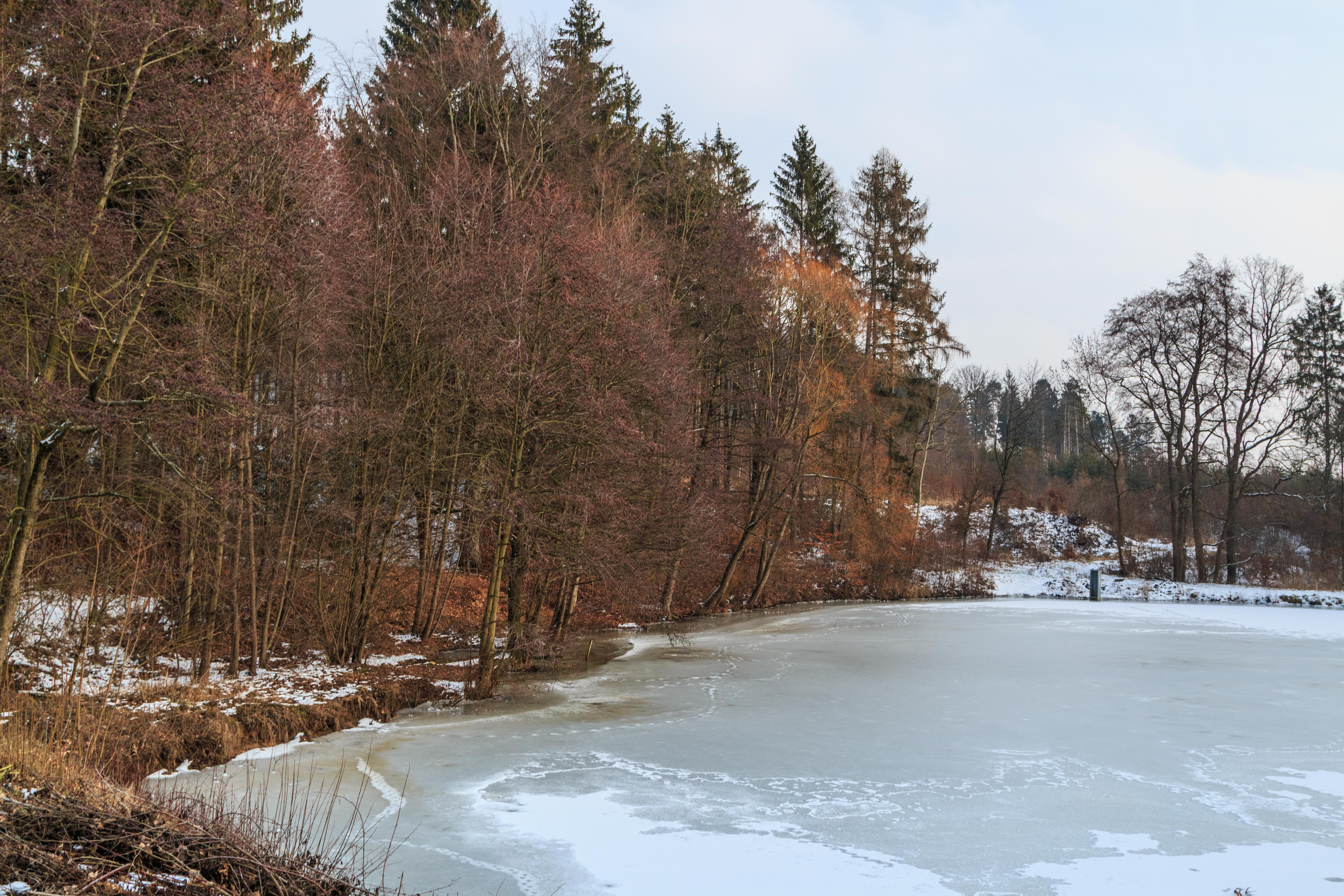
pohled na Podleštinský rybník
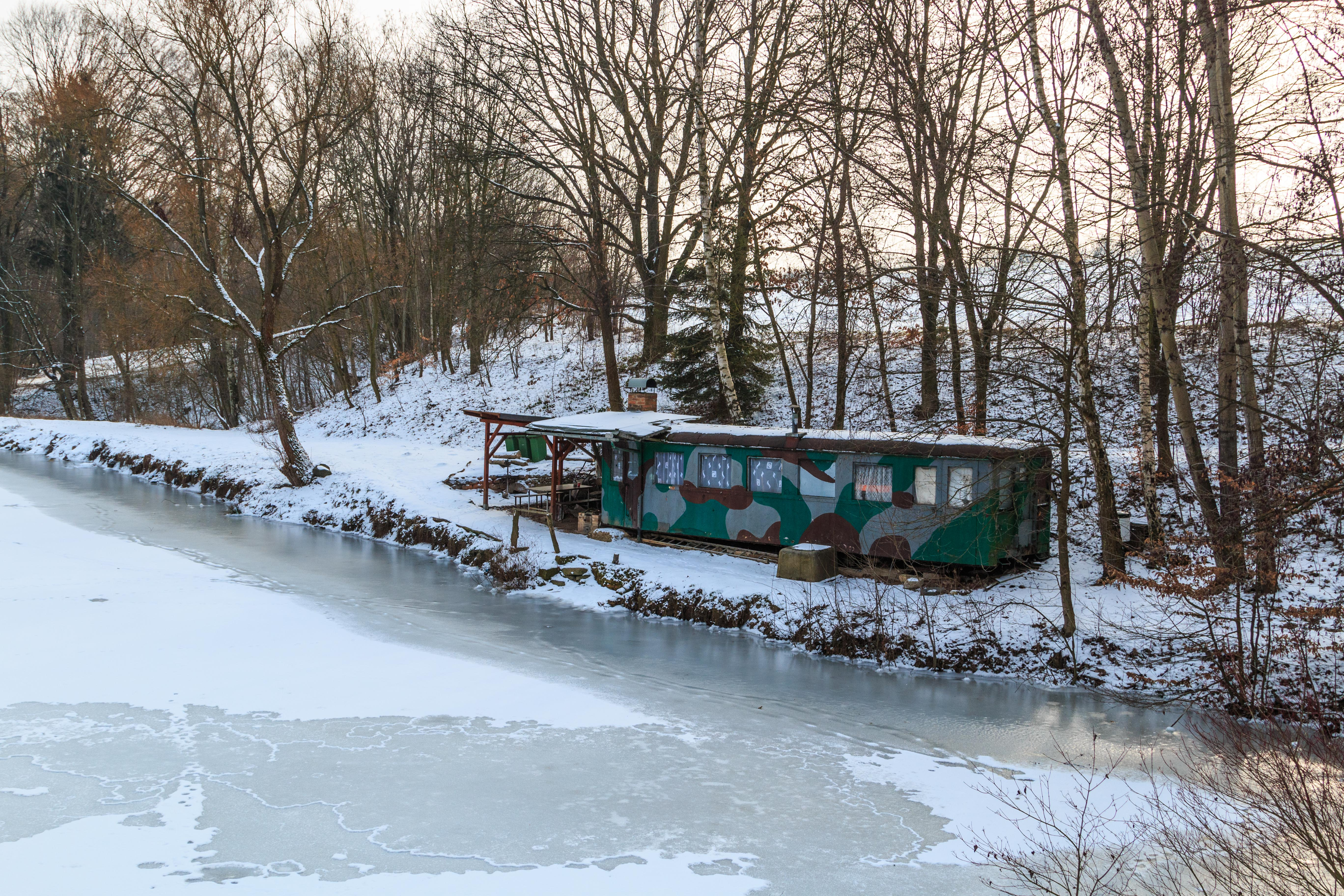
pohled na Podleštinský rybník
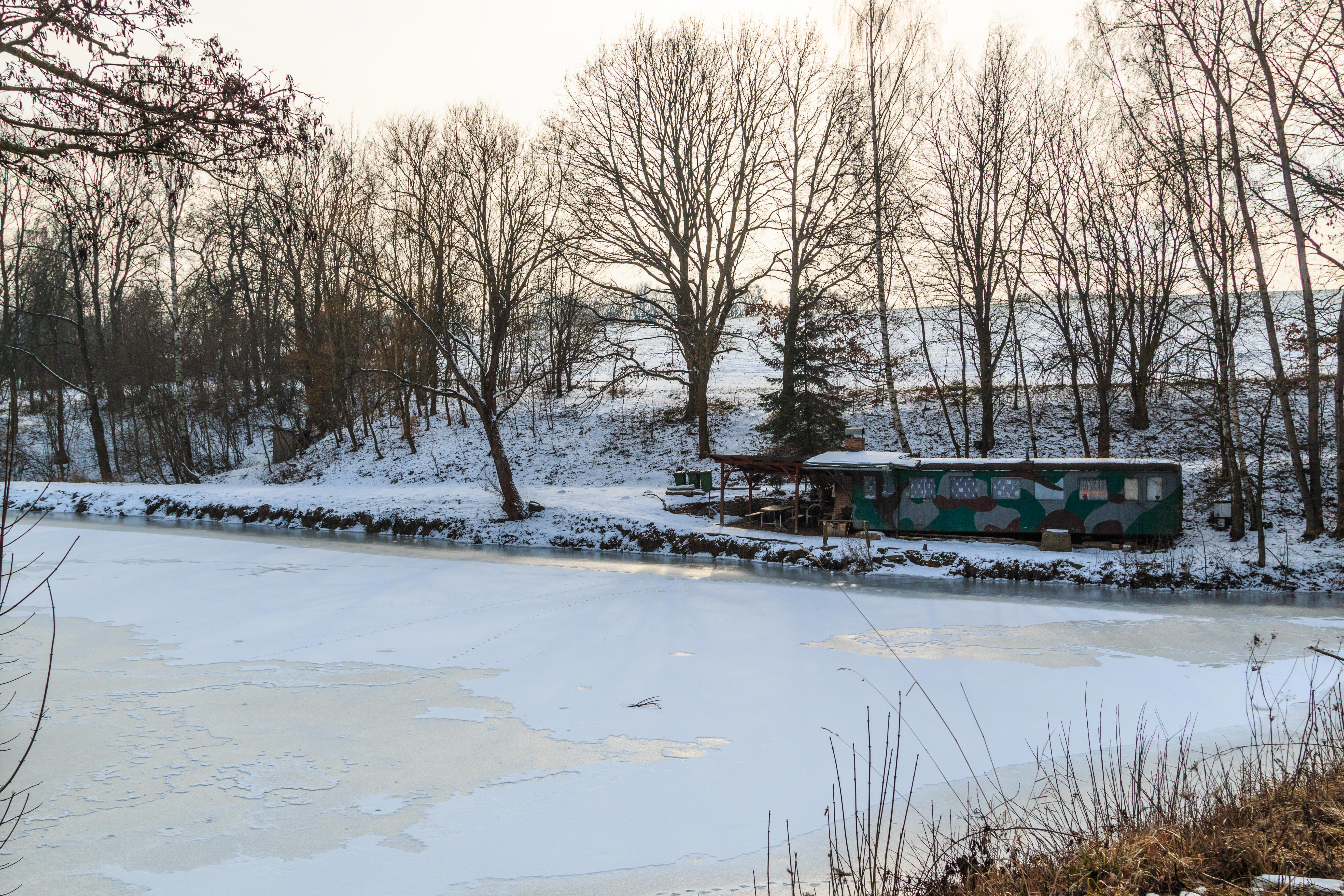
pohled na Podleštinský rybník